# 久保姫
久保姫（くぼひめ、大永元年（1521年） - 文禄3年6月9日（1594年7月26日））は、戦国時代から安土桃山時代にかけての女性。伊達晴宗の正室。岩城重隆の長女。通称は杉目御前、笑窪御前。

## 生涯
大永元年（1521年）、岩城重隆の長女として誕生。同母妹に佐竹義昭室がいる。 
奥州一の美少女と評判だったといわれ、その嫁ぎ先をめぐって父・重隆は伊達氏や相馬氏と対立し、軍事的な争いにまで発展した。その結果、天文10年（1541年）頃に伊達晴宗の正室となった。その際に晴宗と久保姫の子を岩城氏の養子に迎えることが約束されたという。晴宗との仲は良く、七男五女に恵まれた。
晴宗死後は出家し、宝積寺を建立して亡き夫を供養した。その後、末子の直宗と共に杉目城に居住した。天正19年（1591年）の奥州仕置で信夫郡が蒲生氏郷領になると、久保姫は杉目城を出て、孫の政宗に従い宮城郡根白石に移住した。
文禄3年（1594年）、同地で死去。享年74。法名は栽松院殿月盛妙秋禅尼大姉。

## 子女
- 岩城親隆（岩城重隆養子）
- 阿南姫（二階堂盛義室。大乗院）
- 伊達輝宗
- 女子（伊達実元室。鏡清院）
- 益穂姫（小梁川盛宗室。天光院）
- 留守政景（留守顕宗養子）
- 石川昭光（石川晴光養子）
- 彦姫（蘆名盛興室→蘆名盛隆室）
- 女子（佐竹義重室。宝寿院）
- 国分盛重
- 杉目直宗

## 関連作品
- 『独眼竜政宗 (NHK大河ドラマ)』（1987年、演：谷口香）

書籍
- いわき市 編『久保姫の時代 : マンガ「いわきの歴史から」』1996年8月。全国書誌番号:96068587。